# Shoot Your Shot
«Shoot Your Shot» es el nombre del primer sencillo de la drag queen, cantante y actor, Divine, publicado en 1983 en el álbum The Story So Far. Es el sencillo más reconocido durante su trayectoria y con mucho éxito, lo que la llevó a aparición en la televisión durante semanas consecutivas, e incluso, mantuvo diez semanas el puesto 3 en Dutch Top 40.

## Contenido
"Shoot Your Shot" (dispara tu tiro) primer sencillo exitoso de Divine reconocido en varias partes del mundo. El sencillo se basa en no dejar de hacer lo que se esté haciendo y poder continuar con lo mismo sin decir "alto".

## Datos
El sencillo "Shoot your shot"se destaca principalmente la primera grabación musical de Divine y así también por su éxito llevado en la década de 1980. Según la lista semanal de Dutch Top 40, el sencillo inicia con el puesto número 26, pero no tardo al llegar al puesto número 3 y se mantuvo durante 10 semanas aproximadamente. El éxito se llevó en Estados Unidos, Europa y América Latina.

## Lista de canciones

### Dutch CD, Maxisencillo
1. "Shoot Your Shot (Version de Radio)" - 4:08
2. "Shoot Your Shot (Version Especial Extendida)" - 6:24
3. "Shoot Your Shot (12-Inch Versión)" - 8:06

### U.S. Vinilo, 12" sencillo
1. "Shoot Your Shot ( Baile Mix)" - 6:31
2. "Jungle Jezebel (Baile Mix)" - 4:47

## Posiciones
| Gráfico (1983)            | Número Posición |
| ------------------------- | --------------- |
| Austrian Singles Chart    | 9               |
| Dutch Top 40              | 3               |
| German Singles Chart      | 15              |
| Swiss Singles Chart       | 8               |
| U.S. Hot Dance Club Songs | 39              |